# Communauté de communes des Pays d'Agde
 (février 2025).
Si vous disposez d'ouvrages ou d'articles de référence ou si vous connaissez des sites web de qualité traitant du thème abordé ici, merci de compléter l'article en donnant les références utiles à sa vérifiabilité et en les liant à la section « Notes et références ».
La communauté de communes des Pays d'Agde est une ancienne communauté de communes française, située dans le département de l'Hérault, en région Languedoc-Roussillon.

## Histoire
Créée par arrêté préfectoral le 19 juin 1997, la communauté de communes des Pays d'Agde regroupait à sa fondation sept communes : Agde, Castelnau-de-Guers, Pinet, Pomérols, Portiragnes, Saint-Thibéry et Vias.
Le 31 décembre 2002, l'intercommunalité fusionne avec la communauté de communes du Pays de Pézenas pour former la communauté d'agglomération Hérault Méditerranée,.

## Composition
Elle regroupait huit communes :
| Nom                | Code Insee | Gentilé          | Superficie (km2) | Population (pop. légale 1999) | Densité (hab./km2) |
| ------------------ | ---------- | ---------------- | ---------------- | ----------------------------- | ------------------ |
| Agde (siège)       | 34003      | Agathois         | 50,90            | 19 988                        | 392                |
| Castelnau-de-Guers | 34056      | Castelnaulais    | 22,51            | 889                           | 39                 |
| Nézignan-l'Évêque  | 34182      | Nézignanais      | 4,33             | 960                           | 221                |
| Pinet              | 34203      | Pinetois         | 8,83             | 990                           | 112                |
| Pomérols           | 34207      | Pomérolais       | 11,01            | 1 696                         | 154                |
| Portiragnes        | 34209      | Portiragnais     | 20,16            | 2 278                         | 113                |
| Saint-Thibéry      | 34289      | Saint-Thibériens | 18,47            | 2 200                         | 119                |
| Vias               | 34332      | Viassois         | 32,49            | 4 354                         | 134                |

## Administration

### Liste des présidents
| Période                                  | Période | Identité             | Étiquette    | Qualité                     |
| ---------------------------------------- | ------- | -------------------- | ------------ | --------------------------- |
| Les données manquantes sont à compléter. |         |                      |              |                             |
| 2001                                     | 2002    | Michel Saint-Blancat | RPR puis UMP | Maire de Vias (1983 → 2008) |